# 레프로 엔터테인먼트
주식회사 레프로 엔터테인먼트(일본어: 株式会社レプロエンタテインメント)는 도쿄도 치요다구에 본사를 두는 연예 기획사로 바닝 프로덕션 그룹 산하의 기업이다.

## 개요
- 1991년 2월: 도쿄부 메구로구 나카메구로에 레비 프로덕션으로 설립. 대표이사는 혼마 타카시
- 2006년 4월 6일: "레프로 엔터테인먼트"로 회사명을 변경.

시모메구로에 있는 모구로가조엔의 아르코타워로 회사 이전.
- 2010년 1월 5일: 현재 본사가 있는 시나가와구 카미오사키로 회사 이전.

## 소속
순서는 공식 페이지에 따름.

### 아티스트
여성
- 하다 미치코
- 마나세 쥬리
- 카와세 료코
- 마키 요코
- 아사미 레이나
- 이마이 리카
- 야노 미키코
- 사라 마리
- 아키모토 코즈에
- 키쿠치 아미
- 나카무라 아오이

- 우치다 리오
- 후지마 사와코
- 후루하타 세이카
- 무라타 히로나
- 후쿠치 모모코
- 히라이 타마오
- 야마자키 카린
- 미사키 아카리
- 나스 에리카
- 우에다 미야비
- 쿠마다 린카
- 테라모토 리오

- 미나미 사라
- 오미네 유리호
- 하나오카 스미레
- 이치노세 히마리
- 시라이시 코코로
- 쿠라사와 안나
- 와다 이오리
- 타다후지 에마
- 핫토리 니코
- 시마누키 히나타
- 이케하나 안지
- 야마구치 라이라

- 우라지 누노
- 카와시마 리리카
- 하야세 이코이

남성
- 후쿠이 쇼이치
- 이케우치 히로유키
- 야마구치 시게히로
- 나카노 유우타
- 유지
- 타노쿠라 유타
- 이나바 유우
- 미야자와 히오
- 호리케 카즈키
- 스즈키 코스케
- 사오토메 쇼지
- 사카이 타이세이

- 쿠로사키 코다이
- 세토 하즈키
- 카게야마 토오루

### 모델
여성
- 아사미 레이나
- 사라 마리
- 야노 미키코
- 아키모토 코즈에
- 아리스에 마유코
- 아사미야 사키
- 후루하타 세이카
- 쿠마다 린카
- 요시무라 미키
- 이마이 리카
- 오오쿠와 마이미
- MiO
- 후쿠다 아키코

- 쑨웨이
- 요시다 사요
- 이란
- 켈리 앤
- 카와구치 유나
- 카가와 사야
- 야마모토 소니아
- 히라노 마유
- 애슐리
- 하세가와 밀라
- 오미네 유리호
- 사이가 카아네
- 아소 카온
- EVA

- 사이가 사쿠라
- 스즈모리 레이
- 미야모토 카즈오
- Eida
- 키노시타 에리카
- 쿠오타 시즈
- 야마구치 라이라
- 레이라
- 이케하타 안지
- Hyu
- 우라타 세이아이
- 츠키시마 아코

남성
- 가스가 준야

### 선수
- 츠지무라 아키스카
- 오치아이 토모야
- 세마 에리카
- 카네다 쿠미코
- RENA
- 카이토

## 과거에 소속되어 있던 사람
- IVAN
- 아오야마 노리코
- 아키타니 모네
- 아라이 나오미
- 아라가키 유이[주 1]
- 이시다 미쿠[주 2]
- 이즈오카 미사키
- 아리우미 이치키
- 이노구치 아야코
- 이와나가 테츠야
- 이와네 아유코(은퇴)
- 코히나 치나미
- 우이 마나미
- 엘리 로즈
- 오에 신페이
- 오오카와 아이
- 오카다 히카루
- 오노 에레나(전 AKB48)
- 카타오카 료노
- 카토 루비
- 카미모토 유리
- 칸타케 유이
- 카와시마 우미카
- 기타무라 에이키(은퇴)
- 키타무라 유이
- 키노시타 코코
- 쿠보 유리카[주 3]
- 쿠마자와 에리코
- KENSO
- 사에
- 코지마 리리아
- 코즈에 린(본명: 프리디아 니이무라)
- 콘도 아키히사
- 콘도 카코
- 사토 아리나
- 사오토메 리나
- 사쿠라기 나치

- 리사오카 리사
- 사사키 나나미
- 사사베 키요시[주 4]
- 사토 아야
- 사와노 히토미
- JAMIL
- 센겐 요시코[주 5]
- 스가사와 미즈키[주 6]
- 스기 아리사
- 다카하시 카나미
- 다카시마 히로유키
- 다카하시 유마
- 타카미 나오
- 타루모토 마이카
- 데무라 마미[주 7]
- 도키토 사부로
- 토사카 아키코
- 나카무라 루리나
- 나나카
- 노넨 레나[주 8]
- 노나카 아오이
- 하세가와 쿄코
- 바닐라빈스(업무 제휴)
- 하라 유미코
- 히라야마 미하루
- 히로타 토모나
- 필립 토르시에
- 베이비 레이즈 JAPAN[주 9]
- 미카일
- 매기
- 마츠바라 시오리
- 마츠모토 리사
- 마리에
- 미우라 아오이
- 미우라 에미
- 미우라 모에

- 미사키 유우
- 미즈카미 모모카
- 미야자와 마사아키
- YA-KYIM
- 야마자키 긴노죠
- 야마다 노조미
- 카마타 아키히로
- 카마타 치히로
- 요시이 카나에
- 요시카와 히나노[주 10]
- 리이나
- 류도
- 와가츠마 미와코
- 와타누키 미라루
- 시오타 아토미
- 스즈키 토오루
- 츠지무라 아스카
- 오치아이 토모야
- 다나카 준야
- 카시와기 요스케
- 미즈노 아야코
- 타츠타 리에
- 이에모리 사치코
- 호시바 요시마사
- 츠보우치 치에코
- 세마 유리카
- 우스이 레나
- 아오시마 히나
- 이치노세 히마리
- 카토 사키
- 모리 고시
- 시모가키 마도카
- 사타케 우키
- 니시와키 아야카
- 시라이 안나
- 9nine(해체)
- 타마다 케이지

## 레프로·걸스 오디션
창립 15주년을 기념해 2006년부터 행해지고 있는 신인 모델 탤런트 발굴 오디션. 동성으로부터 지지를 받는 여성을 프로모트하는 것을 테마로 하고 있으며, "여자가 여자를 선택하는 전국 오디션"이라고 이름 붙여졌다. 최종 심사는 각 패션잡지 편집자가 전속 계약을 맺기 위해 방문.
- 2006년(제1회) - 응모자수 18,219명
  - 그랑프리:마츠바라 시오(현 매거진하우스 「BOAO」전속모델)
- 2008년(하와이 대회) - 응모자수 585명
  - 그랑프리:아렛사 미키(JJ 전속 모델)
- 2008년(제2회) - 응모자수 21,452명
  - 그랑프리:리 첸이(현 쇼가쿠칸 CanCam 전속 모델)

## LPG
2010년 9월, 잡지 「BEAUTIFUL Lady & TELEVISION|B.L.T.」기획의「B.L.TRAVEL 팬 이벤트 버스 투어」를 계기로 결성된 사무실 비공식 유닛. 「LPG」는 레프로 걸스(「LesPros Girls」)의 약자.
2012년 2월 현재 멤버는, 사타케 우키·기쿠치 아미·오카와 아이·시미즈 후미카(리더)·우치다 리오·리리아(2011년 12월 가입)
2014년 1월 25일, 사무소 공인 유닛으로 LPG 이벤트를 개최. 선발 멤버는 오카와 아이·시미즈 후미카·우치다 리오·시모가키 마도카·기쿠치 아미·다카미 나오·오야 리카코·오노 에레나.

### 내용주
1. ↑  프리랜서, 일부 매니지먼트는 계속.
2. ↑  세븐 팩토리에 이적 후, 미쿠(未来)로 개명
3. ↑  Sparks로 이적 후, 나리하라 유리카(楢原ゆりか)로 개명. 그 후 JMO로 이적, 다시 본명으로 개명.
4. ↑  소속 중 사망
5. ↑  행복의 과학에 출가 후, 치안 미코(千眼美子)로 개명.
6. ↑  마야마 레이미(真山れみ)로 개명.
7. ↑  히라타 오피스로 이적 후, 우에노 마미(上野真未)로 개명.
8. ↑  사무소 독립 후, 논(のん)으로 개명.
9. ↑  전 멤버는 전원 퇴소·타 사무소에 이적 또는 프리랜서, 은퇴
10. ↑  사무소 창업시부터 2020년까지 소속.

### 참조주
1. ↑  버스 투어 LPG (웃음) - 느긋하게 ♪ 느긋하게 ♪ 한가로이 우치다 리오 공식 블로그 2010년 9월 15일